# Дзержинський міський округ (Московська область)
Дзержи́нський міський округ (рос. Дзержинский городской округ) — муніципальне утворення у складі Московської області Росії.
Адміністративний центр та єдиний населений пункт — місто Дзержинський.

## Історія
4 вересня 1996 року місто Дзержинський отримало статус обласного та виведене зі складу Люберецького району.
2004 року Дзержинська міська адміністрація обласного підпорядкування перетворена в Дзержинський міський округ.

## Населення
Населення округу становить 56257 осіб (2019; 47163 у 2010, 41488 у 2002).